# ティム・ドレイク
ティム・ドレイク（英: Tim Drake）は、DCコミックスの出版するアメリカンコミック『バットマン』に登場する架空の人物。マーブ・ウルフマンとパット・ブロデリックによって創造され、1989年の"Batman #436"で初登場した。3代目ロビン。

## 概要
マーブ・ウルフマンとパット・ブロデリックによって創造され、ディック・グレイソンが所属するサーカス団フライング・グレイソンズのショーの観客として1989年の"Batman #436"で初登場した。ティムは当時13歳ながら独自に調査をしてバットマンとナイトウィングの正体を突き止める。ジェイソン・トッドの死後、活動が過激になっていたバットマンにロビンの必要性を説きロビンとなる。
ヤング・ジャスティスやティーン・タイタンズのメンバーとしても活動した。2009年の「バトル・フォー・ザ・カウル」後からはレッドロビンとして活動する。歴代ロビンの中でもバットマンに勝るとも劣らない探偵スキルの持ち主である。

## 人物
本名：ティモシー・ジャクソン・ドレイク (Timothy Jackson Drake)
ティムはバットマンとティーン・タイタンズを調べ上げ、ブルース・ウェインとディック・グレイソンの正体を突き止めウェインマナーを訪れる。バットマンにはロビンが必要だと主張するが、当時すでにナイトウィングとして活動していたディックはティムをバットケイブへ招きロビンのコスチュームを渡す。執事のアルフレッドもまたジェイソンの死後バットマンが人が変わったように過激になったことを気にかけていたため、ティムの説得に折れコスチュームを着せバットマンに会わせる。ティムはバットマンによる厳しい修行を耐え抜きロビンとして活動し始める。

## 書誌情報
| タイトル                        | 収録内容                                                                | ISBN           |
| ロビン                          | ロビン                                                                  | ロビン         |
| ------------------------------- | ----------------------------------------------------------------------- | -------------- |
| Robin Vol.1: Reborn             | Batman #455-457, Detective Comics Vol. 1 #618-621 and Robin Vol. 1 #1-5 | 978-1401258573 |
| Robin Vol.2: Triumphant         | Batman #465, 467-469, Robin II #1–4 and Robin III #1-6                  | 978-1401260897 |
| Robin Vol.3: Solo               | Robin Vol. 4 #1-5, Robin Annual #1–2 and Showcase '93 #5-6, 11-12       | 978-1401263621 |
| Robin Vol.4: Turning Point      | Robin Vol. 4 #6-13 and Showcase '94 #5-6                                | 978-1401265878 |
| Robin Vol.5: War of the Dragons | Robin Vol. 4 #14-22, Robin Annual #3 and Detective Comics #685-686      | 978-1401275129 |
| レッドロビン                    |                                                                         |                |
| Red Robin: The Grail            | Red Robin #1–5                                                          | 978-1401226190 |
| Red Robin: Collision            | Red Robin #6–12, Batgirl Vol. 3 #8                                      | 978-1401228835 |
| Red Robin: Hit List             | Red Robin #13–17                                                        | 978-1401231651 |
| Red Robin: 7 Days of Death      | Red Robin #18–21, 23–26 and Teen Titans Vol. 3 #92                      | 978-1401233648 |

## 他のメディア

### 映画
ニンジャバットマン (2018年)
声 - 河西健吾、英語吹替 - ウィル・フリードル

### アニメ
スーパーマン (アニメ) (1996年-2000年)
声 - マシュー・バレンシア、日本語吹替 - 松本保典
バットマン (アニメ) (1997年-1999年)
声 - マシュー・バレンシア
ヤング・ジャスティス (アニメ) (2010年-現在)
声 - キャメロン・ボーウェン、日本語吹替 - 斉藤壮馬

### ゲーム
バットマン アーカム・シティ (2011年)
声 - トロイ・ベイカー
バットマン アーカム・ナイト (2015年)
声 - マシュー・マーサー